# Francisco Ascaso
Francisco Ascaso (Almudévar, 1901. április 1. – Barcelona, 1936. július 20.) spanyol anarchista volt, aki a polgárháború egyik összecsapásában halt meg. 1923-ban a gyanú szerint részt vett Juan Soldevila Romero bíboros meggyilkolásában. Unokatestvére, Joaquín Ascaso az Aragón Védelmi Tanács elnöke volt.

## Élete
Ascaso életéről keveset tudni. 1901. április 1-jén született Almudévarban, később ácsként dolgozott, és csatlakozott az anarchista mozgalomhoz. Amikor a '20-as évek elején megismerkedett Buenaventura Durrutival, pékként dolgozott.
Az első világháború után Ascaso Barcelonában tartózkodott, ahol a város kormányzója, Martinez Anido és Arlegui rendőrparancsnok minden eszközt bevetett a baloldali mozgalmak megtörésére. Az anarchisták válasza erőszak volt az erőszakra. Ascaso, Durruti és társaik létrehozták a Szolidaritás nevű szervezetet, amely 1923. június 4-én Zaragozában meggyilkolta Juan Soldevila bíborost. 1923-ban megkezdődött Miguel Primo de Rivera diktatúrája, amely tovább fokozta az anarchisták elnyomását. Ascasót a gyilkosság vádjával őrizetbe vették, de megszokott. Ascaso és barátja, Durruti is elhagyta az országot.
Először Argentínába mentek, ahol a munkások kitörő lelkesedéssel fogadták őket, de a rendőrség nyomására el kellett hagyniuk az országot. A spanyol hatóságok valamennyi Dél- és Közép-Amerikai államot tájékoztatták tevékenységükről, így Ascasóék sehol nem tudtak megállapodni. Kiüldözték őket Chiléből, majd Uruguayból és Mexikóból is. Argentínában anarchista agitátorként halálra ítélték őket. Ilja Ehrenburg később azt írta, hogy négy kapitalista országban mondtak ki rájuk halálos ítéletet.

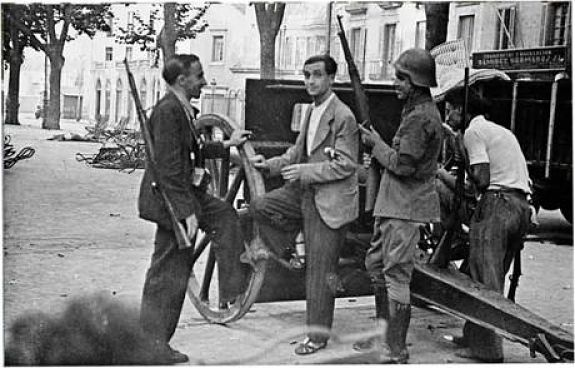
Ascaso (középen) a barcelonai harcokban

Ascaso és Durruti visszatért Franciaországba. 1924-ben megpróbálták meggyilkolni a városba látogató XIII. Alfonz spanyol királyt, de a merénylet nem sikerült, és a rendőrség letartóztatta őket. Egy év börtönre ítélték őket. Argentína, ahol halálos ítélet volt érvényben ellenük, kiadatásukat kérte, de a francia anarchisták nagy kampányt indítottak szabadon bocsátásuk érdekében. 1925. július 19-én szabadultak, de el kellett hagyniuk az országot két héten belül. Belgium és Luxemburg visszautasította, hogy politikai menedéket adjon nekik, ezért Németországba indultak, amelynek baloldali kormánya volt. A belépést azonban ott is megtagadták tőlük.
Ascasóék ezután illegálisan tartózkodtak Franciaországban, ellátásukat francia elvtársaik biztosították. Dolgozni akartak, ezért Lyonba mentek, ahol sikerült elhelyezkedniük, de a rendőrök ismét rájuk bukkantak, és hat hónapot börtönben töltöttek. Egy ideig illegálisan Belgiumban éltek, majd a kormány engedélyezte legális tartózkodásukat. A szovjet hatóságok menedékjogot kínáltak nekik, de visszautasították, tartva a kommunista „vendégszeretettől”. Ascaso 1936. július 20-án életét vesztette a barcelonai Ataranzaras-laktanya ostromában.